# Камаираго
Камаираго (итал. Camairago) је насеље у Италији у округу Лоди, региону Ломбардија.
Према процени из 2011. у насељу је живело 565 становника. Насеље се налази на надморској висини од 60 м.

## Становништво
| 1936. | 1951. | 1961. | 1971. | 1981. | 1991. | 2001. | 2011. |
| ----- | ----- | ----- | ----- | ----- | ----- | ----- | ----- |
| 1.108 | 1.138 | 857   | 620   | 516   | 513   | 585   | 667   |